# Victoria de Bucarest
El Victoria de Bucarest (en rumano: Victoria București) fue un club de fútbol ubicado en Bucarest, Rumanía. Su mejor época fue en los años 1980, cuando ascendió a la Primera División rumana. En ese tiempo se convirtió en uno de sus clubes más potentes e incluso disputó la Copa de la UEFA en tres ocasiones, llegando a los cuartos de final en la edición de 1988/89.
El club estuvo vinculado al Ministerio del Interior. Cuando se produjo la revolución rumana de 1989, la Federación Rumana de Fútbol le expulsó de la liga. Desapareció en enero de 1990.

## Historia
Cuando Rumanía se convirtió en un país socialista, los clubes deportivos pasaron al control del Estado. La policía rumana creó el Dinamo de Bucarest en 1949, un club polideportivo a imagen y semejanza del Steaua de Bucarest, controlado por el ejército rumano. Los orígenes del Victoria de Bucarest se encuentran en el filial del Dinamo, que ascendió a Tercera División en 1957. En 1967 el segundo equipo fue trasladado a Piteşti y se convirtió en el FC Argeș Pitești. El Dinamo fundó un segundo filial ese mismo año, de nombre Dinamo Victoria Bucureşti, que controló durante dos temporadas antes de traspasarlo a una cooperativa de electrodomésticos.
En 1970 se creó la estructura definitiva del Victoria de Bucarest. Partiendo de categorías regionales, en los años 1980 tuvo una trayectoria ascendente que le llevó hasta Primera División en la temporada 1984/85. En poco tiempo se convirtió en uno de los equipos más fuertes de Rumanía, gracias a una plantilla formada por jugadores internacionales que no tenían hueco en las filas del Steaua o el Dinamo.
Entre 1986 y 1989 terminó en tercera posición. Durante ese tiempo hubo sospechas de que las autoridades rumanas estuvieran relacionadas con su éxito, a través de intervenciones en los traspasos, sobornos o amenazas a sus rivales. En competiciones internacionales, el Victoria disputó la Copa de la UEFA en tres ocasiones y su mejor actuación fue en la edición de 1988/89, en la que llegaron hasta cuartos de final.
La revolución rumana de 1989 y la llegada de la democracia propició su desaparición. A mitad de la temporada 1989/90, la Federación Rumana de Fútbol expulsó al Victoria de Bucarest y al FC Olt Scorniceşti por el trato de favor recibido en anteriores campañas. La directiva fue encarcelada y el equipo desapareció en enero de 1990.

## Nombres Anteriores
| Nombre             | Periodo   |
| ------------------ | --------- |
| Dinamo B           | 1949–1953 |
| Dinamo 6           | 1953–1957 |
| Dinamo Obor        | 1957      |
| A.S. Pompierul     | 1958–1959 |
| Dinamo Obor        | 1959–1963 |
| Dinamo Victoria    | 1963–1967 |
| Electronica Obor   | 1967–1980 |
| Dinamo Victoria    | 1980–1985 |
| Victoria București | 1985–1990 |

## Palmarés
- Liga II: 1

1984/85
- Liga III: 2

1964/65, 1981/82

## Participación en competiciones de la UEFA
| Season  | Torneo   | Ronda            | Club                  | Casa  | Visita | Global    |
| ------- | -------- | ---------------- | --------------------- | ----- | ------ | --------- |
| 1987–88 | UEFA Cup | 1                | EPA Larnaca           | 3 – 0 | 1 – 0  | 4 – 0     |
| 1987–88 | UEFA Cup | 2                | FC Dinamo Tbilisi     | 1 – 2 | 0 – 0  | 1 – 2     |
| 1988–89 | UEFA Cup | 1                | Sliema Wanderers F.C. | 6 – 1 | 2 – 0  | 8 – 1     |
| 1988–89 | UEFA Cup | 2                | FC Dinamo Minsk       | 1 – 0 | 1 – 2  | 2 - 2 (a) |
| 1988–89 | UEFA Cup | 3                | Turun Palloseura      | 1 – 0 | 2 – 3  | 3 - 3 (a) |
| 1988–89 | UEFA Cup | Cuartos de final | Dynamo Dresden        | 1 – 1 | 0 – 4  | 1 – 5     |
| 1989–90 | UEFA Cup | 1                | Valencia CF           | 1 – 1 | 1 – 3  | 2 – 4     |